# Vonon I. Partski
Vonon I. Partski je bio vladarom Partskog Carstva (?-19.). Vladao je vladao od 8. do 12. godine. Na njegovim se kovanicama njegovo ime nalazi u obliku ΟΝΩΝΗΣ.
Imao je brata Fraata V.
Bio je najstarijim sinom Fraata IV. koji je vladao od oko 37. pr. Kr. do 2. godine. Kad je njegov otac postigao mirovni sporazum s Augustom, poslao ga je 20-ih u Rim kao talca jamca osiguranja tog sporazuma.
Poslije ga je rimski car August poslao iz Rima, gdje je Vonon živio kao talac, za vladara Partskog Carstva, dvije godine nakon smrti Oroda III. No, potom su na prijestolje partske države partski velikaši (grandi) koji nisu htjeli priznati Vonona I. za vladara doveli Artabana II. Partskog. Uslijedio je građanski rat.
Kad je partski kralj Vonon I. bio izgnan iz Partije zbog njegove prorimske politike i zapadnjačkih manira.,kratko je zauzeo armensko prijestolje uz rimski pristanak. Time su se armenski Arsakidi prvi put pojavili na armenskom prijestolju. To je bilo 12. godine. No, Artaban II. je zahtijevao neka ga se ukloni s prijestolja. Budući da August se nije želio upustiti u rat s Partima, uklonio je Vonona I. s prijestolja i poslao ga je u Siriju.
Vonon I. je umro oko 19. godine.